# Ultzamaldea
Ultzamaldea és una comarca de Navarra situada a la Merindad de Pamplona, que limita al nord amb la comarca de Baztan i la de Malerreka, a l'oest amb la de Norte de Aralar i al sud amb les de Sakana i Cuenca de Pamplona. Està formada per 9 municipis:
- Ultzama
- Basaburua
- Imotz
- Atetz
- Odieta
- Anue
- Lantz
- Olaibar
- Ezkabarte